# 보아비스타 FC 동티모르
보아비스타 FC 동티모르는 동티모르의 축구단이다. 현재 LFA 프리메이라에 참가하고 있다.

## 우승
- LFA 프리메이라: 2018